# Корнєв Андрій Володимирович
Андрі́й Володи́мирович Ко́рнєв (1 листопада 1978) — український футболіст, захисник футбольного клубу «Оболонь-Бровар».
Народився 1 листопада 1978 року в Києві, УРСР.
Вихованець київського футболу. Виступав в командах: «Динамо-3» і «Динамо-2» (Київ), «Оболонь», «Система-Борекс», «Арсенал» (Харків), «Таврія» в 2004—2006 роках (64 гри, 3 голи).
У одеському «Чорноморці» з січня 2007 року.
З січня 2009 знову в «Таврії». 22 листопада 2011 року Корнєв розірвав контракт, оскільки дізнався, що головний тренер Семен Альтман більше не розраховує на нього.

## Досягнення
- Володар Кубка України 2009—10;